# Yennenga

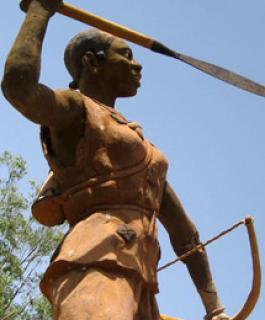

Yennenga ist eine legendäre Prinzessin der Dagomba, die am Beginn der Geschichte der Mossi steht. Yennenga ist die Tochter von Naba Nedega und Königin Napoko. Sie ist die Gründerin des Moogo-Königreichs (das die Mossi-Völker zusammenbringt) im heutigen Burkina Faso. Während sie vor ihrem Schicksal fliehen will, trifft sie Rialé, einen fürstlichen Blutjäger. Aus ihrer Vereinigung ging ein Junge namens Ouédraogo (das Wort bedeutet "männliches Pferd" oder "Hengst") zu Ehren des weißen Rosses hervor, das die Prinzessin zum jungen Jäger führte. Yennenga ist eine sehr beliebte Figur in Burkina Faso und der Familienname Ouédraogo ist unter den Mossis einer der häufigsten.

## Leben
Sie floh vor ihrem autoritären Vater und zog mit ihrem Hengst aus Gambaga, im Norden des heutigen Ghana gen Norden und verliebte sich dort in einen Jäger namens Rialé. Ihr Sohn Ouédraogo gründete das Reich Tenkodogo und begründete die Herrschaft der Mossidynastien.
Zu Ehren Yennengas wird der Étalon de Yennenga als höchste Auszeichnung des panafrikanischen Filmfestivals FESPACO vergeben, außerdem ist der Sportverein ASFA-Yennenga Ouagadougou nach ihr benannt.

## Mythos
Es ist wichtig anzumerken, dass die Geschichte der Prinzessin ausschließlich aus der mündlichen Mossi-Tradition stammt. Die Geschichte kennt daher viele Variationen, abhängig von der Herkunft der Erzähler. Wir können drei Varianten unterscheiden, die von den Trommlern der Häuptlinge, die von den Landhäuptlingen oder "Nakomse-Geschichten" (monarchische Geschichten) und schließlich die von der Kaste der Schmiede. Jede soziale Kategorie erzählt die Geschichte auf ihre eigene Weise, entsprechend ihrer Rolle in der Gesellschaft.